# Jan Bochenek
Jan Bochenek (n. 20 septembrie 1931, Q30916813⁠(d), Ucraina – d. 2 noiembrie 2011, Łódź, Polonia) a fost un halterofil ce a reprezentat Polonia, medaliat olimpic. A participat la două ediții ale Jocurilor Olimpice (1956, 1960) în care a câștigat o medalie de bronz.